# Filmska glasba (album)
Filmska glasba (ali tudi Filmska glasba: v živo / dal vivo / live) je album Mladinskega pihalnega orkestra Piran, ki je izšel na glasbeni CD plošči leta 2007 pri ZKD Karol Pahor Piran.

## Seznam posnetkov
| CD              | CD                               | CD              | CD              | CD      |
| Št.             | Naslov                           | Glasba          | Priredba        | Dolžina |
| --------------- | -------------------------------- | --------------- | --------------- | ------- |
| 1.              | „The Exodus song‟                | E. Gold         | J. de Meij      | 3:48    |
| 2.              | „Go West!‟                       |                 | R. Ford         | 3:03    |
| 3.              | „An American in Paris‟           | G. Gershwin     | J. Brubaker     | 8:28    |
| 4.              | „West Side Story‟                | L. Bernstein    | N. Iwai         | 7:16    |
| 5.              | „Music from Mission: Impossible‟ | L. Schifrin     | J. Bocook       | 5:13    |
| 6.              | „Peter Gunn‟                     | H. Mancini      | P. Cook         | 1:51    |
| 7.              | „Baby Elephant Walk‟             | H. Mancini      | J. Moss         | 3:07    |
| 8.              | „The Pink Panther Theme‟         | H. Mancini      | J. de Meij      | 2:28    |
| 9.              | „Theme from New York, New York‟  | J. Kander       | F. D. Cofield   | 3:34    |
| Skupna dolžina: | Skupna dolžina:                  | Skupna dolžina: | Skupna dolžina: | 38:46   |

## Sodelujoči

### Mladinski pihalni orkester Piran
- Benjamin Makovec – dirigent

### Produkcija
- Parametrik d.o.o. – snemanje
- Gaber Radojevič – masteriranje
- Racman Audio Video – tisk
- Darja Grabner Pierobon – oblikovanje
- Aljoša Kos – urednik